# Echocardiografie
Echocardiografie is een techniek waarmee door middel van gebruik van geluid met een zeer hoge frequentie beelden van het hart kunnen worden gemaakt.

## Inleiding

4D echocardiografie

Echocardiografie is een techniek die veel gebruikt wordt in de cardiologische onderzoekspraktijk. Met een echocardiograaf kunnen live bewegende beelden van het hart worden gemaakt. Hierdoor is de functie van het hart te beoordelen. De functie van de verschillende hartkamers is te zien, waardoor bijvoorbeeld na een doorgemaakt hartinfarct de ernst en de locatie daarvan kan worden vastgesteld. Ook kunnen de hartkleppen worden beoordeeld op functioneren en aan de hand van de echobeelden kan bijvoorbeeld de noodzaak tot het verrichten van een operatie ter vervanging of reparatie van een hartklep worden bepaald.

## Techniek

### Beeldvorming
Centraal bij het maken van een echo is de omzetter, deze bevat piëzo-elektrische kristallen die elektronisch worden geactiveerd en zo geluid met een heel hoge frequentie genereren. In het lichaam kaatsen de verschillende weefsels in meer of mindere mate deze geluidsgolf terug, en door de tijd te meten tussen de verschillende echo's die terugkomen van een enkele puls kan een beeld worden gevormd van de structuren onder de omzetter. Door de geluidspuls elektronisch te sturen, kan er ook een twee- of zelfs een driedimensionaal beeld worden opgebouwd.

### Opslag
Het was gebruikelijk de echo's op te slaan op videobanden, welke vervolgens konden worden beoordeeld. Later werden de echobeelden in een digitaal systeem opgeslagen. Dit heeft als voordeel dat opnamen sneller toegankelijk zijn en er na het opnemen extra metingen kunnen worden verricht. Opslag geschiedt gewoonlijk op een centrale server, de opnames voldoen aan de in de medische wereld gangbare Amerikaanse DICOM-standaard.

### Beoordeling
Na opname worden de beelden door een cardioloog beoordeeld. Hierbij wordt er gelet op een aantal zaken:
- Functie van de hartkamers
  - systolische functie (daadwerkelijke uitpompfunctie)
  - diastolische functie (ontspanning van het hart en de daarmee gepaard gaande vulling van het hart)
- Functie van de hartkleppen
- Aan- dan wel afwezigheid van andere structurele afwijkingen

## Gebruik van echocardiografie in het ziekenhuis
Echocardiografie wordt met name gebruikt om te kijken naar de functie van het hart zoals dat op het moment van het onderzoek aanwezig is. Het is niet mogelijk om bijvoorbeeld te kijken naar vernauwingen in kransslagvaten al zijn er wel functietesten mogelijk waar echocardiografie bij gebruikt wordt om eventuele vernauwingen op te sporen.
Voorbeelden van het gebruik van echocardiografie:
- een patiënt bij wie een hartruis is vastgesteld: middels echocardiografie kan worden vastgesteld of er sprake is van lekkage van een van de vier hartkleppen.
- een patiënt heeft een hartaanval gehad: met echocardiografie kan er worden gekeken hoe groot het hartinfarct is geweest, hoe de resterende pompfunctie van het hart is - aan de hand hiervan kan het verdere beleid worden bepaald.
- een patiënt kan zich nauwelijks nog inspannen zonder een gevoel van benauwdheid te krijgen: door echocardiografisch onderzoek kan er worden gekeken of het hart de oorzaak van de klachten kan zijn.

Bovenstaande voorbeelden geven slechts voor een klein deel de praktische mogelijkheden van echocardiografie weer.